# 塔加奈
塔加奈（俄语：Таганай）是乌拉尔山脉南部的一组山脊, 位于俄羅斯车里雅宾斯克州境内。它最高点海拔1178米 。塔加奈国家公园成立于 1991年，其西南边界位於兹拉托乌斯特郊区。公园总面积约568平方（219平方英里）。
公园境內有由西伯利亚云杉、松树、落叶松、白杨、柳树組成的森林。植物種類超过750种。公園境內生活著狼、猞猁、棕熊、貂、驼鹿和水獭等動物，此外还有约180 种鸟类、55种哺乳动物和10种鱼类栖息於此。 